# NGC 7346
NGC 7346 is een elliptisch sterrenstelsel in het sterrenbeeld Pegasus. Het hemelobject werd op 7 augustus 1864 ontdekt door de Duitse astronoom Albert Marth.

## Synoniemen
- ZWG 429.17
- NPM1G +10.0556
- PGC 69430